# 李元景
李元景（618年—653年3月6日），唐高祖李淵的第六子，莫嬪所生。

## 生平
生年没有记载，因认为莫丽芳与他的母亲莫嫔是同一人，莫丽芳于618年十一月因产病去世，故他大约在此前出生。620年（武德三年），封趙王。625年（武德八年），任命为安州（治所在今湖北安陆）刺史。贞观初年，任命为雍州牧、右驍衛大将軍。636年（贞观十年），徙封荊王，荊州都督。转任鄜州（治所在今陕西富县）刺史。永徽初年，進位司徒，实封1500户。653年（永徽四年），因梦见手持日月及参与房遺愛謀反事件，与子李則一起處刑。后来追封沈黎王，备礼改葬，以李奉慈子李长沙嗣，降为侯。神龙初年，李长沙子李逖被封为嗣荆王，但不久去世，无后国除。
妻子裴妃为裴寂的女儿。有女嫁房玄龄子房遗则。《新唐书·宗室世系表》称元景无后。

## 传記資料
- 《旧唐書》卷六十四 列传第十四 荆王元景传
- 《新唐書》卷七十九 列传第四 荆王元景传

| 前任： 长孙无忌 | 唐朝司徒 649年—653年 | 繼任： 李元礼 |